# José Horacio Gómez
José Horacio Gómez (Monterrey, 26 dicembre 1951) è un arcivescovo cattolico messicano naturalizzato statunitense, dal 1º marzo 2011 arcivescovo metropolita di Los Angeles.

## Biografia
Il 15 agosto 1978 è ordinato presbitero, nel santuario di Torreciudad a Secastilla, dal cardinale Franz König ed incardinato nella Prelatura della Santa Croce e Opus Dei.

### Ministero episcopale
Il 23 gennaio 2001 papa Giovanni Paolo II lo nomina vescovo ausiliare di Denver e vescovo titolare di Belali. Il 26 marzo successivo riceve l'ordinazione episcopale dall'arcivescovo Charles Joseph Chaput, coconsacranti i vescovi Joseph Anthony Fiorenza (poi arcivescovo) e Javier Echevarría Rodríguez.
Il 29 dicembre 2004 è nominato arcivescovo metropolita di San Antonio dallo stesso papa; succede a Patrick Fernández Flores, dimessosi per raggiunti limiti di età. Il 5 febbraio 2005 prende possesso dell'arcidiocesi.
Il 6 aprile 2010 papa Benedetto XVI lo nomina arcivescovo coadiutore di Los Angeles. Il 1º marzo 2011, dopo la rinuncia per raggiunti limiti di età presentata dal cardinale Roger Michael Mahony, succede alla medesima sede.
Il 18 settembre 2012 è nominato padre sinodale della XIII assemblea generale ordinaria del Sinodo dei vescovi.
Vicepresidente della Conferenza dei Vescovi Cattolici degli Stati Uniti dal 15 novembre 2016, il 12 novembre 2019 è eletto presidente del medesimo organismo.

## Genealogia episcopale e successione apostolica
La genealogia episcopale è:
- Cardinale Scipione Rebiba
- Cardinale Giulio Antonio Santori
- Cardinale Girolamo Bernerio, O.P.
- Arcivescovo Galeazzo Sanvitale
- Cardinale Ludovico Ludovisi
- Cardinale Luigi Caetani
- Cardinale Ulderico Carpegna
- Cardinale Paluzzo Paluzzi Altieri degli Albertoni
- Papa Benedetto XIII
- Papa Benedetto XIV
- Papa Clemente XIII
- Cardinale Marcantonio Colonna
- Cardinale Giacinto Sigismondo Gerdil, B.
- Cardinale Giulio Maria della Somaglia
- Cardinale Carlo Odescalchi, S.I.
- Cardinale Costantino Patrizi Naro
- Cardinale Lucido Maria Parocchi
- Papa Pio X
- Cardinale Gaetano De Lai
- Cardinale Raffaele Carlo Rossi, O.C.D.
- Cardinale Amleto Giovanni Cicognani
- Cardinale Pio Laghi
- Arcivescovo Charles Joseph Chaput, O.F.M.Cap.
- Arcivescovo José Horacio Gómez

La successione apostolica è:
- Vescovo Kevin William Vann (2005)
- Vescovo Oscar Cantú (2008)
- Vescovo Joseph Vincent Brennan (2015)
- Vescovo David Gerard O'Connell (2015)
- Vescovo Robert Emmet Barron (2015)
- Vescovo Marc Vincent Trudeau (2018)
- Vescovo Alejandro Dumbrigue Aclan (2019)
- Vescovo Albert Matta Bahhuth (2023)
- Vescovo Matthew Gregory Elshoff, O.F.M.Cap. (2023)
- Vescovo Brian Alan Nunes (2023)
- Vescovo Sławomir Szkredka (2023)